# Корсаковский психоз алкогольный
Корсако́вский психо́з алкого́льный, Корсако́вский синдро́м алкого́льный, или амнести́ческое расстро́йство, вы́званное употребле́нием алкого́ля (МКБ-11), ранее известный как алкого́льный полиневрити́ческий психо́з, — психическое расстройство у больных хроническим алкоголизмом, сочетающееся с полиневритом (алкогольная полиневропатия) и характеризующееся грубыми нарушениями памяти. Возникает, как правило, на последней, III стадии алкоголизма.

## Отличие от корсаковского синдрома
Диагноз Корсаковского алкогольного психоза используется только для случаев, имеющих алкогольную этиологию и клиническую картину, описанную Сергеем Сергеевичем Корсаковым как алкогольного полиневритического психоза. Данный тип алкогольного психоза был описан С. С. Корсаковым в 1887 году. В остальных случаях (неалкогольной этиологии) используется термин «Синдром Корсакова (неалкогольный)», выделенный в Международной классификации болезней в качестве отдельного диагноза.

## Клиническая картина
Средний возраст начала психоза — 50—60 лет. Корсаковский синдром обычно развивается в III стадии алкоголизма у лиц, которые часто употребляют различные суррогаты алкоголя (одеколон, некачественный спирт и др.).
Развитие психоза наблюдается после сложных и тяжёлых делириев или острой энцефалопатии Гайе — Вернике. Обычно он развивается после одной или нескольких алкогольных энцефалопатий у больных алкоголизмом. Однако бывают случаи постепенного развития при систематическом злоупотреблении алкоголем и прогрессирующей алкогольной деградации личности.
Наблюдаются нарушения памяти: ретроградная амнезия, фиксационная амнезия, конфабуляции (проявляющиеся при расспросах), амнестическая дезориентировка. Критика присутствует, больной жалуется на ухудшающуюся память, однако зачастую пытается это примитивно скрыть.
Обязательны невриты нижних конечностей. Характерны параличи и парезы с атрофией мышц, исчезновение или ослабление сухожильных рефлексов, болезненность нервных стволов, нарушения чувствительности.
Отмечается снижение интеллекта и слабость суждений.
При тяжёлом течении болезни формируется выраженный органический дефект с деменцией. При ещё более злокачественно протекающей болезни возможен летальный исход из-за дефектов в больших полушариях головного мозга.

## Диагноз
В Международной статистической классификации болезней, травм и причин смерти 9-го пересмотра (МКБ-9), адаптированной для использования в СССР, присутствовала рубрика «Корсаковский психоз алкогольный (алкогольный полиневритический психоз» (код 291.11). В английской версии МКБ-9 1977 года код 291.1: англ. Korsakov's psychosis, alcoholic / alcoholic polyneuritic psychosis. Неалкогольный Корсаковский психоз и Корсаковский психоз БДУ обозначались кодом 294.0.
В Диагностическом и статистическом руководстве по психическим расстройствам 2-го издания (DSM-II) Корсаковский психоз алкогольный имел код 291.1.

## Лечение
Помимо лечения полиневрита, рекомендуется введение больших количеств витаминов B1 и B3.